# سوگ جمعی
سوگ جمعی (به انگلیسی: collective depression) یا افسردگی جمعی یکی از حالات روانی رایج جمعی است، مانند شادی جمعی، پارانویای جمعی، ترومای جمعی یا اندوه جمعی که ممکن است یک گروه، جامعه یا کل ملت را تحت تأثیر قرار دهد. با احساس غالب و ظاهراً دائمی بی کفایتی، ناامیدی، فقدان سرزندگی، غم و ناامیدی مشخص می‌شود که در میان تعداد بالایی از اعضای یک مجموعه مشترک است. همان‌طور که گوستاو لو بون در سال ۱۸۹۵ نشان داد، می‌توان آن را به روشی شبیه به یک وضعیت فیزیکی مشابه یک بیماری مسری منتقل کرد.
افسردگی جمعی اغلب در جوامع بازداشت شده، مانند گتوها، اردوگاه‌های کار اجباری یا مکان‌های دیگری که تقریبا تمام چشم‌اندازهای آزادی در آن‌ها از بین رفت‌اند، مشاهده می‌شود. با آمار بالای خودکشی قابل تشخیص است.
بحث بر سر جایگاه فلسفی این مفهوم وجود دارد: در حالی که زیگموند فروید، کارل یونگ، فرانتس بورکناو و بسیاری دیگر وجود ذهن جمعی یا ناخودآگاه جمعی را پذیرفتند، بسیاری از تفکر مدرن افسردگی جمعی را به عنوان مجموعه ای از افسردگی‌های افراد در نظر می‌گیرد. با این حال، علاقه فزاینده ای به مفهوم بیماری اجتماعی انبوه وجود دارد که در آن شرایط جسمی یا روانی مشاهده می‌شود که در یک گروه بدون علت ارگانیک مشترک گسترش می‌یابد.
زیگموند فروید، پدر روانکاوی، به‌صورت مستقیم درباره "سوگ جمعی" (Collective Grief) نظریه‌پردازی نکرده است، اما ایده‌های او درباره سوگ (اندوه) و ملانکولی (Melancholia) در کتاب "سوگ و ملانکولی" (1917) و نیز تحلیل‌هایش درباره روان‌شناسی گروهی در کتاب "روان‌شناسی توده‌ها و تحلیل اگو" (1921) می‌توانند به درک پدیده سوگ جمعی کمک کنند.
فروید معتقد بود که آیین‌ها و تشریفات (مثل مراسم خاکسپاری یا یادبود) به افراد کمک می‌کنند تا از دست‌دادگی را بپذیرند و به زندگی بازگردند.
در سوگ جمعی:
مراسم عمومی (مثل عزاداری‌های دسته‌جمعی یا روشن کردن شمع) به جامعه کمک می‌کند تا غم را به‌صورت نمادین ابراز و پردازش کنند. اگر جامعه نتواند این آیین‌ها را به درستی انجام دهد، ممکن است سوگ به سرکوب جمعی یا واکنش‌های بیمارگونه تبدیل شود.
درمان افسردگی جمعی، بازگرداندن امید است، اگرچه این ممکن است کاری فراتر از توانایی‌های هر رهبر یک جامعه باشد. افسردگی جمعی همچنین می‌تواند حالت آسیب‌پذیری قابل‌توجهی باشد، زیرا استراتژی‌های مخرب ممکن است از طریق باور نابجا به اثربخشی اقدامات رادیکال تحت کنترل قرار گیرند.